# Dichlordiphenyldichlorethen
Dichlordiphenyldichlorethen (DDE) ist eine chemische Verbindung.

## Bildung
DDE ist zusammen mit Dichlordiphenyldichlorethan (DDD) ein Metabolit des Insektizids DDT. Es entsteht aus DDT durch Abspaltung von Chlorwasserstoff (HCl).

## Umweltrelevanz
In den 1950er- und 1960er-Jahren nahmen die Bestände von Seeadlern weltweit ab. Das durch die Verwendung des ab den 1940er-Jahren weltweit häufig eingesetzten Insektizids DDT in der Umwelt auftretende DDE reicherte sich über die Nahrungskette an. Beim Seeadler und anderen Greifvögeln führte dies zu dünnen Eierschalen, wodurch die Eier häufig während der Brut zerbrachen. Die Einschränkungen für den Gebrauch von DDT ab Anfang der 1970er-Jahre bis hin zu den weitgehenden Einschränkungen durch das Stockholmer Übereinkommen im Jahr 2004 führten zu einer Erholung der Bestände.